# Havana
„Havana“ е песен на Камила Кабейо. Излиза на 3 август 2017 г. като сингъл с времетраене е 3 минути и 36 секунди. На 12 ноември 2017 г. излиза и ремикс на песента с участието и на Деди Янки в профила на Кабело. Първият стих на ремикса се пее на испански.
„Havana“ достигна първо място в Австралия, Ирландия, Канада, Шотландия и Великобритания.